# Roertunnel

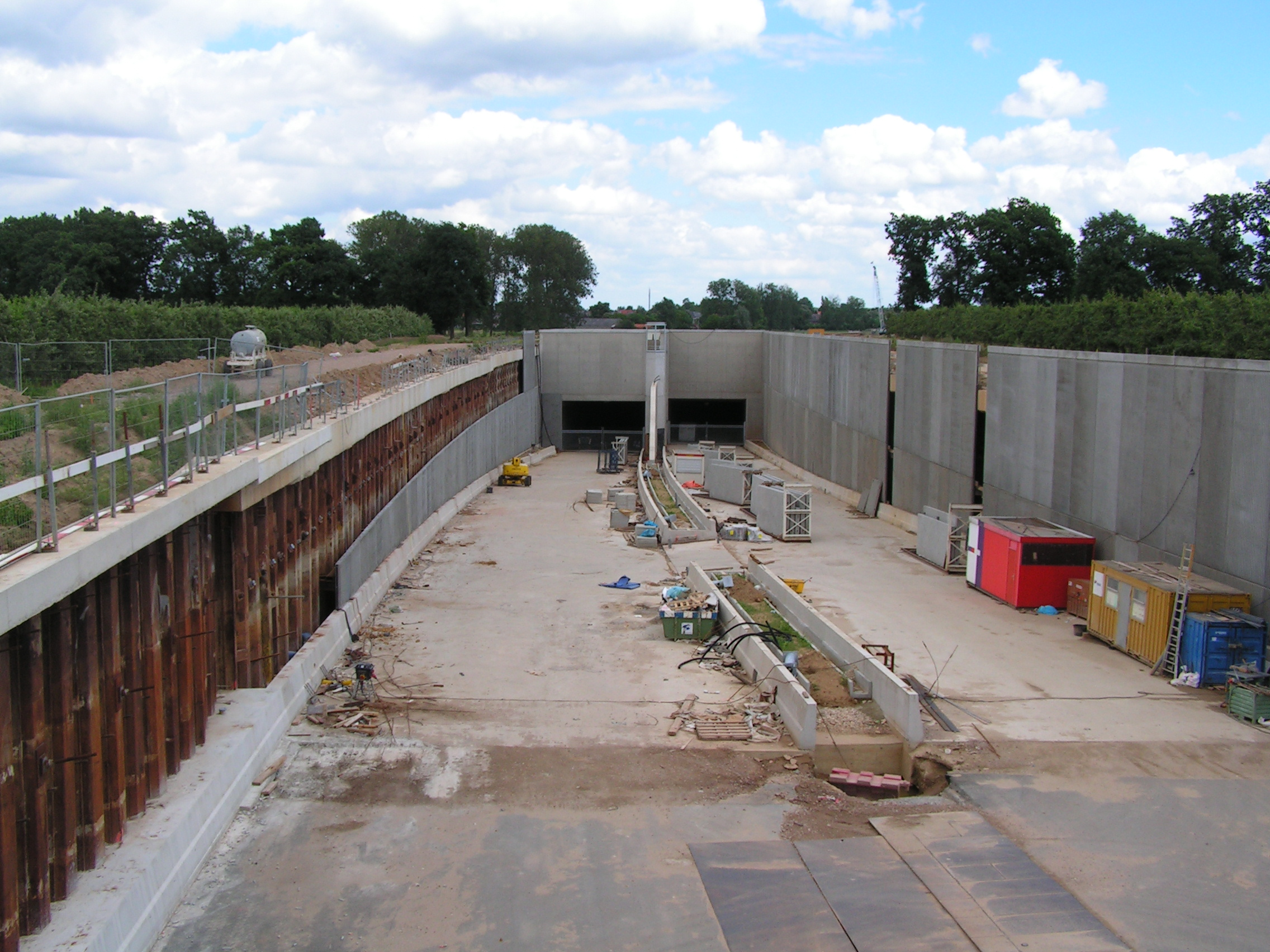
De zuidelijke ingang in aanbouw.

De Roertunnel is een landtunnel in de Rijksweg 73. De tunnel werd op 18 februari 2008 (gedeeltelijk) opengesteld voor verkeer. Het was met 2450 meter vanaf de opening in 2008 de langste landtunnel voor autoverkeer van Nederland, de sinds juli 2020 geopende  Gaasperdammertunnel is met een lengte van 3 kilometer de langste landtunnel voor autoverkeer van Nederland (de Groene Harttunnel in de HSL-Zuid, voor treinen dus, is 7 km lang. De Westerscheldetunnel, wel voor autoverkeer, is 6,6 km lang maar dat is weer geen landtunnel). De Roertunnel bestaat uit twee tunnelbuizen, gescheiden door een vluchtgang. In de tunnel geldt een maximumsnelheid van 100 km/uur. De tunnelbuizen zijn voorzien van een op afstand bestuurbaar blussysteem.
Sinds de opening van de tunnel hebben diverse veiligheidsafsluitingen plaatsgevonden. Daarnaast leiden noodafsluitingen af en toe tot files.

## Bouw
Aannemerscombinatie Besix-Strukton was verantwoordelijk voor de bouw en het in ruw afleveren van de tunnel. Daarna volgde plaatsing van de veiligheidsvoorzieningen, asfaltering en installatie van de verlichting en alle andere apparatuur door VolkerWesselsTunnelTechniek (VWTT)
Omdat Rijksweg 73 bij Roermond door verschillende woonwijken en het natuurgebied Roerdal loopt, was het plan om hier een tunnel aan te leggen met een totale lengte van 2,4 kilometer. Daarvan loopt 1,2 kilometer onder stedelijk gebied; 900 meter onder de rivier de Roer, gebouwd met een bouwdok en een zinksleuf; en 300 meter in het Roerdal. Dit laatste gedeelte was het meest complex: grondwater dreigt naar boven te komen en zou de Rijksweg blank kunnen zetten. Om dat te voorkomen is zo'n 19.000 m² folie gelegd.

### Stedelijk gebied
Het stedelijk gebied van de Roertunnel loopt vanaf de Heidebaan tot aan de Heinsbergerweg door de wijken Kitskensberg en De Kemp. Dit gedeelte is ruim 1,2 kilometer lang en beslaat de helft van de gehele lengte van de tunnel. In dit deel van de tunnel heeft de aannemer een lange bouwsleuf gegraven waarin vervolgens de tunnelmoten werden gemaakt van beton. Dit gebeurde met behulp van een mobiele bekisting in een drie-weken-schema, waarbij achtereenvolgens eerst de vloeren werden gestort, daarna de tussenwanden en vervolgens de zijwanden en het dek. Op die manier ontstond langzaam de betonnen ruwbouw van de tunnel. In juli 2006 waren de werkzaamheden voor de ruwbouw hier afgerond en werd begonnen met de afwerking, zoals de hulpverleningsvoorzieningen, het betegelen van de binnenwanden en het plaatsen van kozijnen en deuren bij de vluchtgangen. Bij de noordelijke ingang van de tunnel, die gelegen is in het stedelijk gebied, verrees een van de drie dienstgebouwen, waarin de technische apparatuur van de tunnel is geplaatst.
Nadat dit deel van de tunnel gereed was, werd het afgedekt met een laag aarde, waardoor de tunnel aan het oog onttrokken is. Begin 2008 heeft de gemeente Roermond boven dit gedeelte van de tunnel de Sint Wirosingel opnieuw aangelegd met een nieuw fietspad er langs. Daarnaast zijn woningen gebouwd en krijgt het gebied een groen karakter.

### Bouwdok

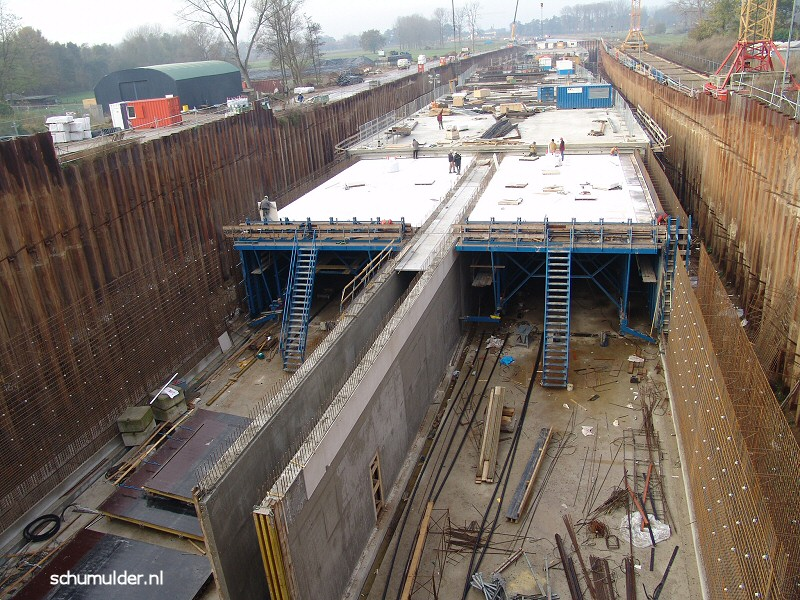
Bouwdok. Met behulp van mobiele bekisting werden hier de tunnelmoten vervaardigd.

Het bouwdok was gelegen nabij de Heinsbergerweg en was ca. 300 meter lang en 15 meter diep. Nadat dit dok was uitgegraven heeft de aannemer hier twee tunnelelementen, bestaande uit 6 tunnelmoten (25 meter lengte per moot) gebouwd. De bouwkuip is vervolgens onder water gezet waarna de elementen naar hun huidige plek in het Roerdal konden worden gebracht. Dit wordt de afzinkmethode genoemd. De aannemer herhaalde deze bouwmethode nog een keer en bouwde de tunnel vervolgens in het bouwdok af.
Het plaatsen van de eerste tunnelmoten verliep niet geheel vlekkeloos. Boomstronken en ander door de Roer meegevoerd "afval", zorgden ervoor dat de eerste tunnelmoot, Goedele genaamd, niet op de juiste plaats kon worden gezet. Nadat de aannemer met een speciale schraper over de bodem was gegaan en het afval had verwijderd, werd Goedele succesvol op zijn plaats gezet. Nadat de tunnel hier was afgemaakt, werd deze afgedekt met een laag zand. Hiermee is de tunnel aan het zicht onttrokken en kan de natuur zich weer herstellen.
Bij de Heinsbergerweg werd eveneens een dienstgebouw gebouwd, waarin technische apparatuur van de Roertunnel is geplaatst.

### Roerdal

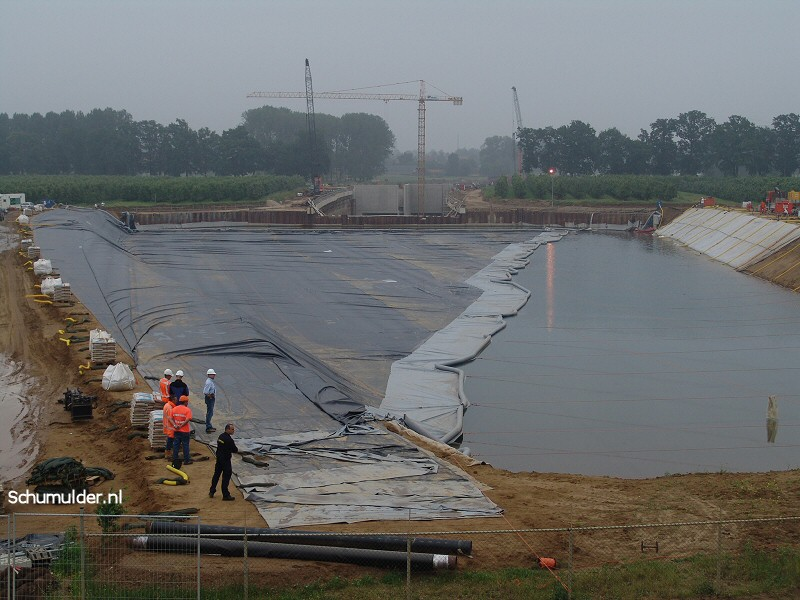
Bij de zuidingang van de Roertunnel werd een ca. 19.000 m² groot folie geplaatst.

Het Roerdal was het meest complexe gedeelte van de Roertunnel. Omdat het riviertje de Roer hier stroomt, moest daar rekening mee worden gehouden. Men wilde de Roer ongestoord laten stromen. De tunnel loopt onder de Roer door en bereikt hier het diepste punt, -12 meter. Na het passeren van de Roer stijgt de tunnel langzaam, om vervolgens weer boven maaiveld te komen. Om te zorgen dat het grondwater de autosnelweg niet kan bereiken heeft de aannemer hier een ca. 19.000 m² groot plasticfolie geplaatst. Daar werd vervolgens een laag zand overheen gelegd, waar later de weg op is aangelegd.
Ook bij de zuidelijke ingang van de tunnel, nabij de Roer, is een van de drie dienstgebouwen gebouwd.

## Problemen bij openstelling
Doordat installatie van de vereiste veiligheidsvoorzieningen meer tijd vergde dan gepland, werd de oorspronkelijke openingsdatum 1 januari 2008 niet gehaald. Vanaf eind 2008 volgde een gedeeltelijke openstelling, met in beide richtingen één rijbaan, met een snelheidsbeperking; intussen kon de aannemer doorwerken. Begin 2009 volgde de uiteindelijke openstelling.

### Beperkte openstelling

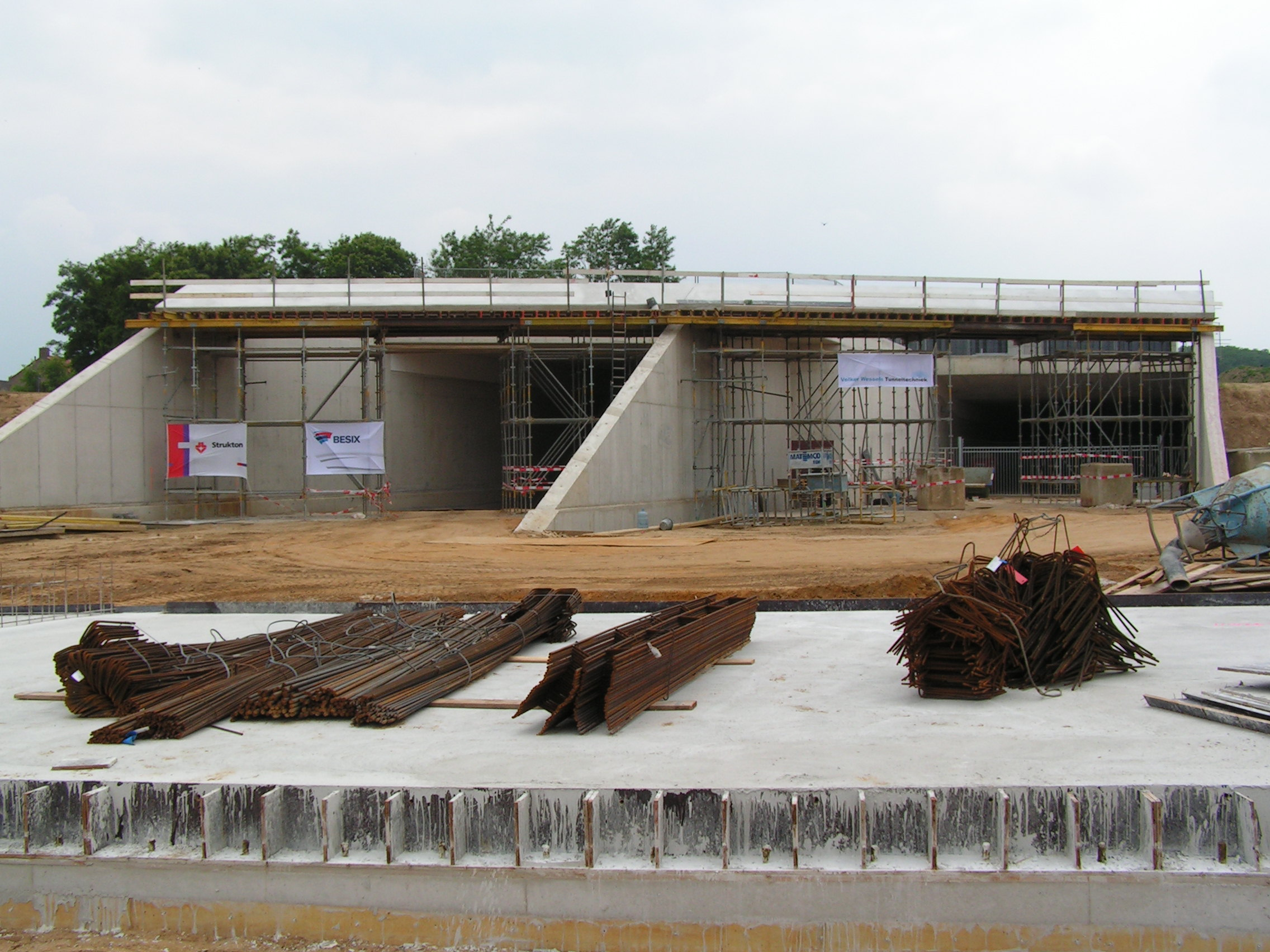
De noordelijke ingang van de Roertunnel in aanbouw.

Hoewel het in de planning lag de Rijksweg 73 en de daarbij behorende tunnels op 1 januari 2008 open te stellen, bleek in november 2007 dat zowel de tunnel bij Swalmen als de Roertunnel op die datum nog niet gereed zouden zijn. De aannemer had de werkzaamheden voor de installatie van een modern blussysteem onderschat. Zowel Rijkswaterstaat als de provincie Limburg en de gemeente Roermond reageerden verbaasd. In eerste instantie wilde Rijkswaterstaat de beide tunnels tot september 2008 afsluiten, zodat de aannemer voldoende tijd zou hebben om de klus te klaren. Na verzet vanuit de gemeente Roermond, die vreesde voor verstoppingen in de stad als de snelweg al wel, maar de tunnel nog niet open zou zijn, gingen de tunnels op 18 februari 2008 beperkt open: er was één rijbaan per rijrichting beschikbaar, met een maximumsnelheid van 70 km/uur, en alleen op werkdagen.
Op 18 februari 2008, de eerste dag van de openstelling, deed zich het eerste probleem voor. Het camerasysteem van de tunnel in Swalmen was in de noord-zuidtunnelbuis uitgevallen, waardoor Rijkswaterstaat geen zicht had in de tunnel. Besloten werd om de slagbomen voor de tunnel dicht te laten om te voorkomen dat zich onveilige situaties zouden voordoen. Het gevolg was een kilometerslange file voor de tunnel. Het verkeer richting het zuiden werd bij de afrit in Beesel van de weg geleid; automobilisten die deze afrit net gepasseerd waren stonden anderhalf uur vast voor de slagbomen. Daarna was het camerasysteem weer in werking gesteld en konden zij hun route vervolgen.
Tien dagen na de openstelling werd geconstateerd dat de Roertunnel 11 keer was afgesloten. In de meeste gevallen was er niets aan de hand en sprongen stoplichten zomaar op rood of gingen slagbomen zonder enkele reden naar beneden. Op 28 februari 2008 reed een te hoge truck de Roertunnel in, met opnieuw files als gevolg. Rijkswaterstaat besloot daarop de tunnels in het weekend van 1 en 2 maart af te sluiten voor een grondige inspectie. Wethouder Jos van Rey uitte weer zijn ongenoegen, refererend aan de verkeersdrukte die de afsluiting in de stad teweegbracht.
Vervolgens gingen de tunnels vanaf 15 november 2008 tijdelijk weer alle dagen van de week open, na druk van lokale winkeliers. Vanaf 6 januari 2009 gingen de tunnels 9 weken helemaal dicht om de nieuw geïnstalleerde systemen te kunnen testen.

### Nieuwe afsluiting
Van 1 september tot 1 december 2009 was de Roertunnel dicht, zodat er een definitief beveiligingssysteem geïnstalleerd kon worden.